# Championnat du Venezuela de football 2008-2009
Navigation
Saison 2007-2008 Saison 2009-2010
La saison 2008-2009 du championnat du Venezuela de football est la cinquante-troisième édition du championnat de première division professionnelle au Venezuela et la quatre-vingt-neuvième saison du championnat national. 
Le championnat est scindé en deux tournois saisonniers où les dix-huit équipes engagées s'affrontent une seule fois Le vainqueur de chaque tournoi participe à la finale nationale et obtient son billet pour la Copa Libertadores. Un classement cumulé des deux tournois permet de déterminer le troisième club participant à la Copa Libertadores, le club qualifié pour la Copa Sudamericana (en compagnie du vainqueur de la Copa Venezuela) ainsi que les deux clubs relégués en Segunda A.
C'est le Caracas FC qui remporte la compétition, après avoir gagné le tournoi Clausura puis battu le Deportivo Italia (vainqueur du tournoi Apertura) en finale nationale. C'est le dixième titre de champion de l'histoire du club.

## Les clubs participants
| - Aragua FC - Caracas FC - Mineros de Guayana - UA Maracaibo - Zulia FC - Promu de Segunda A - Atlético El Vigía - Llaneros FC - Deportivo Italia - Guaros de Lara | - Monagas SC - Portuguesa FC - Deportivo Táchira - Carabobo FC - Zamora FC - Minerven FC - Promu de Segunda A - Estrella Roja FC - Estudiantes de Mérida - Deportivo Anzoátegui |

## Compétition
Le barème utilisé pour établir les différents classements est le suivant :
- Victoire : 3 points
- Match nul : 1 point
- Défaite : 0 point

### Tournoi Apertura
| Rang | Équipe                | Pts | J  | G  | N | P  | Bp | Bc | Diff |
| ---- | --------------------- | --- | -- | -- | - | -- | -- | -- | ---- |
| 1    | Deportivo Italia      | 36  | 17 | 10 | 6 | 1  | 22 | 11 | +11  |
| 2    | Monagas SC            | 31  | 17 | 9  | 4 | 4  | 23 | 16 | +7   |
| 3    | Caracas FC            | 30  | 17 | 9  | 3 | 5  | 29 | 20 | +9   |
| 4    | Zulia FCP             | 30  | 17 | 9  | 3 | 5  | 27 | 21 | +6   |
| 5    | Deportivo Anzoátegui  | 29  | 17 | 8  | 5 | 4  | 23 | 15 | +8   |
| 6    | Deportivo TáchiraT    | 28  | 17 | 7  | 7 | 3  | 35 | 18 | +17  |
| 7    | Zamora FC             | 27  | 17 | 8  | 3 | 6  | 22 | 17 | +5   |
| 8    | Llaneros FC           | 25  | 17 | 7  | 4 | 6  | 15 | 18 | -3   |
| 9    | Aragua FC             | 24  | 17 | 7  | 3 | 7  | 22 | 21 | +1   |
| 10   | Minerven FCP          | 23  | 17 | 7  | 2 | 8  | 24 | 24 | 0    |
| 11   | Atlético El Vigía     | 22  | 17 | 5  | 7 | 5  | 21 | 21 | 0    |
| 12   | Mineros de Guayana    | 21  | 17 | 6  | 3 | 8  | 18 | 24 | -6   |
| 13   | UA Maracaibo          | 20  | 17 | 6  | 2 | 9  | 22 | 25 | -3   |
| 14   | Carabobo FC           | 20  | 17 | 5  | 5 | 7  | 19 | 24 | -5   |
| 15   | Estudiantes de Mérida | 19  | 17 | 6  | 1 | 10 | 22 | 28 | -6   |
| 16   | Estrella Roja FC      | 15  | 17 | 3  | 6 | 8  | 15 | 23 | -8   |
| 17   | Portuguesa FC         | 12  | 17 | 3  | 3 | 11 | 15 | 36 | -21  |
| 18   | Guaros de Lara        | 10  | 17 | 1  | 7 | 9  | 13 | 25 | -12  |

|  | Qualification pour la Copa Libertadores 2010 et la finale nationale |
|  | T : Tenant du titre P : Promu de Segunda A                          |

### Torneo Clausura
| Rang | Équipe                  | Pts | J  | G  | N | P  | Bp | Bc | Diff |
| ---- | ----------------------- | --- | -- | -- | - | -- | -- | -- | ---- |
| 1    | Caracas FC              | 37  | 17 | 11 | 4 | 2  | 32 | 15 | +17  |
| 2    | Deportivo TáchiraT      | 36  | 17 | 10 | 6 | 1  | 29 | 15 | +14  |
| 3    | Estudiantes de Mérida   | 33  | 17 | 10 | 3 | 4  | 27 | 19 | +8   |
| 4    | Zamora FC               | 31  | 17 | 8  | 7 | 2  | 29 | 19 | +10  |
| 5    | Guaros de Lara          | 30  | 17 | 9  | 3 | 5  | 19 | 18 | +1   |
| 6    | Llaneros FC             | 27  | 17 | 7  | 6 | 4  | 22 | 17 | +5   |
| 7    | Mineros de Guayana      | 24  | 17 | 7  | 3 | 7  | 18 | 19 | -1   |
| 8    | Zulia FCP               | 23  | 17 | 6  | 5 | 6  | 24 | 21 | +3   |
| 9    | Deportivo Italia        | 20  | 17 | 4  | 8 | 5  | 22 | 19 | +3   |
| 10   | Portuguesa FC           | 20  | 17 | 5  | 5 | 7  | 18 | 21 | -3   |
| 11   | Monagas SC              | 19  | 17 | 4  | 7 | 6  | 19 | 21 | -2   |
| 12   | Deportivo Anzoátegui SC | 18  | 17 | 4  | 6 | 7  | 21 | 20 | +1   |
| 13   | Minerven FCP            | 18  | 17 | 4  | 6 | 7  | 17 | 27 | -10  |
| 14   | Estrella Roja FC        | 17  | 17 | 4  | 5 | 8  | 17 | 26 | -9   |
| 15   | Atlético El Vigía       | 15  | 17 | 3  | 6 | 8  | 18 | 25 | -7   |
| 16   | UA Maracaibo            | 15  | 17 | 4  | 3 | 10 | 17 | 26 | -9   |
| 17   | Aragua FC               | 14  | 17 | 2  | 8 | 7  | 15 | 22 | -7   |
| 18   | Carabobo FC             | 14  | 17 | 3  | 5 | 9  | 17 | 31 | -14  |

|  | Qualification pour la Copa Libertadores 2010 et la finale nationale |
|  | T : Tenant du titre P : Promu de Segunda A                          |

### Classement cumulé
| Rang | Équipe                | Pts | J  | G  | N  | P  | Bp | Bc | Diff |
| ---- | --------------------- | --- | -- | -- | -- | -- | -- | -- | ---- |
| 1    | Caracas FC            | 67  | 34 | 20 | 7  | 7  | 61 | 35 | +26  |
| 2    | Deportivo Táchira     | 64  | 34 | 17 | 13 | 4  | 64 | 33 | +31  |
| 3    | Zamora FC             | 58  | 34 | 16 | 10 | 8  | 51 | 36 | +15  |
| 4    | Deportivo Italia      | 56  | 34 | 14 | 14 | 6  | 44 | 30 | +14  |
| 5    | Zulia FCP             | 53  | 34 | 15 | 8  | 11 | 51 | 42 | +9   |
| 6    | Llaneros FC           | 52  | 34 | 14 | 10 | 10 | 37 | 35 | +2   |
| 7    | Estudiantes de Mérida | 52  | 34 | 16 | 4  | 14 | 49 | 47 | +2   |
| 8    | Monagas SC            | 50  | 34 | 13 | 11 | 10 | 42 | 37 | +5   |
| 9    | Deportivo AnzoáteguiC | 47  | 34 | 12 | 11 | 11 | 44 | 35 | +9   |
| 10   | Mineros de Guayana    | 45  | 34 | 13 | 6  | 15 | 36 | 43 | -7   |
| 11   | Minerven FCP          | 41  | 34 | 11 | 8  | 15 | 41 | 51 | -10  |
| 12   | Guaros de Lara        | 40  | 34 | 10 | 10 | 14 | 32 | 43 | -11  |
| 13   | Aragua FC             | 38  | 34 | 9  | 11 | 14 | 37 | 43 | -6   |
| 14   | Atlético El Vigía     | 37  | 34 | 8  | 13 | 13 | 39 | 46 | -7   |
| 15   | UA Maracaibo          | 35  | 34 | 10 | 5  | 19 | 39 | 51 | -12  |
| 16   | Carabobo FC           | 34  | 34 | 8  | 10 | 16 | 36 | 55 | -19  |
| 17   | Estrella Roja FC      | 32  | 34 | 7  | 11 | 16 | 32 | 49 | -17  |
| 18   | Portuguesa FC         | 32  | 34 | 8  | 8  | 18 | 33 | 57 | -24  |

|  | Qualification pour la Copa Libertadores 2010                                  |
|  | Qualification pour la Copa Sudamericana 2009                                  |
|  | Relégation directe en Segunda A                                               |
|  | T : Tenant du titre C : Vainqueur de la Copa Venezuela P : Promu de Segunda A |

- Minerven FC est relégué car il a retiré ses équipes U17 et U20 des compétitions de jeunes.
- L'UA Maracaibo quitte la première division pour des raisons économiques.

#### Finale pour le titre
| Équipe 1   | Résultat | Équipe 2         | Aller | Retour |
| ---------- | -------- | ---------------- | ----- | ------ |
| Caracas FC | 6 - 1    | Deportivo Italia | 1 - 1 | 5 - 0  |

## Bilan de la saison
| Championnat du Venezuela de football 2008-2009 |                        |
| Champion                                       | Caracas FC (10e titre) |
| Coupes et trophées                             |                        |
| Vainqueur de la Coupe du Venezuela 2008-2009   | Deportivo Anzoátegui   |
| Qualifications continentales                   |                        |
| Copa Libertadores 2010                         | Caracas FC             |
| Copa Libertadores 2010                         | Deportivo Italia       |
| Copa Libertadores 2010                         | Deportivo Táchira      |
| Copa Sudamericana 2009                         | Zamora FC              |
| Copa Sudamericana 2009                         | Deportivo Anzoátegui   |
| Promotions et relégations                      |                        |
| Promus en Primera División                     | Centro Italo FC        |
| Promus en Primera División                     | Real Esppor Club       |
| Promus en Primera División                     | Yaracuyanos FC         |
| Promus en Primera División                     | Trujillanos FC         |
| Relégués en Segunda A                          | Estrella Roja FC       |
| Relégués en Segunda A                          | Portuguesa FC          |
| Relégués en Segunda A                          | Minerven FC            |
| Relégués en Segunda A                          | UA Maracaibo           |